# Raisa Aronova
Raisa Yermolayevna Aronova (10 de janeiro de 1920 – 20 de dezembro de 1982) foi uma navegadora e piloto soviética de Polikarpov Po-2 na Segunda Guerra Mundial, tendo pertencido à formação militar conhecida como Bruxas da Noite- Ela recebeu o título de Heroína da União Soviética em 15 de Maio de 1946 pela realização de 960 missões nocturnas de bombardeamento aéreo contra as forças do Eixo.